# Jakob Freund
Pour les articles homonymes, voir Freund.
Jakob Freund né le 8 juin 1946 à Altstätten, est une personnalité politique suisse membre de l'Union démocratique du centre (UDC).

## Biographie
En 1995, il est élu au Conseil national.